# Scrophularia desertorum
Scrophularia desertorum är en flenörtsväxtart som först beskrevs av Philip Alexander Munz, och fick sitt nu gällande namn av R. J. Shaw. Scrophularia desertorum ingår i släktet flenörter, och familjen flenörtsväxter. Inga underarter finns listade i Catalogue of Life.